# 8988 Hansenkoharcheck
8988 Hansenkoharcheck eller 1979 MA4 är en asteroid i huvudbältet som upptäcktes den 25 juni 1979 av de båda amerikanska astronomerna Eleanor F. Helin och Schelte J. Bus vid Siding Spring-observatoriet. Den är uppkallad efter astronomen Candice J. Hansen-Koharcheck.
Asteroiden har en diameter på ungefär 16 kilometer.